# 指揮幕僚課程
指揮幕僚課程（しきばくりょうかてい）とは、自衛隊において上級指揮官・幕僚の育成を目的として設置されている教育課程である。大日本帝国陸軍の陸軍大学校、大日本帝国海軍の海軍大学校甲種学生に相当する。

## 概要
東京都目黒区にある陸上自衛隊教育訓練研究本部（旧陸上自衛隊幹部学校）・海上自衛隊幹部学校・航空自衛隊幹部学校にそれぞれ開設されており、教育期間や教育内容など細部に相違点がある。近年では、米国やアジア諸国を中心に留学生を受け入れている。当課程を修了した者が、いわゆるキャリア官僚相当の処遇を受けると言われている。
本課程修了者の人事上の取り扱いは陸海空で異なる。
陸上自衛隊
陸上自衛隊では人事が地方扱いから中央（陸幕）扱いになり、特段の理由がない限り1佐（三）まで昇任する。帝国陸軍における陸大卒業者の処遇と概ね一致する。
- 陸上自衛隊の指揮幕僚課程

英称はCGS（Command and General Staff Course）。上級指揮官・幕僚に求められる戦略的・戦術的知識及び技能と、連隊規模の部隊運用に必要な統率力・判断力の付与を目的としている。教育期間は90週（約2年）に及び、陸自幹部自衛官の教育課程の中で最も長期に及ぶ。学生は幹部上級課程（AOC）を修了もしくは同等の能力を有すると認められた40歳未満の3佐～2尉の志願者から試験によって選抜される。試験は1次（筆記、3日間）、2次（面接・身体検査・体力測定、1週間）に分けて実施される。本課程と技術高級課程は受験回数が4回までに制限されており、併願受験は認められていない。
海上自衛隊
海上自衛隊では幹部自衛官人事そのものが中央（海幕）扱いであり、指揮幕僚課程又は幹部専攻科課程を修了しても将来の昇任が保障されたわけではなく、両課程の修了者でも2佐で退官する者が少なくない。一時期は両課程を修了しなければ艦艇の運用能力や業務処理能力が高くとも1佐への昇任はほとんど認められず、陸自・空自に近い取扱がなされたこと　もあったが、その後、指揮幕僚課程又は幹部専攻科課程を修了しているかどうかは人事、特に2佐又は1佐への昇任の際には参考にする程度の扱いに下げられた。帝国海軍の人事において海軍兵学校の卒業席次（ハンモックナンバー）が重視され、海大甲種学生の履歴がさほど重視されなかったのと概ね一致する。
- 海上自衛隊の指揮幕僚課程

通称CS課程。教育期間は1年であり、各期3佐または1尉から選抜された30数名の学生で構成される。試験は「指揮幕僚課程及び幹部専攻科課程学生選抜試験」であり、1次（筆記･3日間）、2次（口述･3日間）に分けて実施される。受験回数は最大3回までに制限されている（年齢制限あり)。試験合格者は、指揮幕僚課程学生又は幹部専攻科課程学生に指定される。なお、両課程間に昇任等の人事における優劣はなく同列とされている。CS課程では、指揮官･幕僚になるための術科素養･戦略･戦術･指揮統率･国際法などの教育が行われる。海上自衛隊では当該課程の履修は将官へ昇進するための必須条件ではなく、実際のところはCS課程又はES課程に行けなかった者（合格できなかった者）も、部隊長等の推薦により入学できる幹部特別課程（約4週間）を修了すれば、事実上CS課程及びES課程修了者と同様に扱われる。そのため、CS課程及びES課程修了者ではない1等海佐の割合は陸自・空自と比べると圧倒的に高い。
航空自衛隊
航空自衛隊における人事は陸自とほぼ同様であるが、当該課程修了者が1佐になる割合は陸自と海自の中間くらいである。
- 航空自衛隊の指揮幕僚課程

幹部自衛官としての資質の向上、上級指揮官・幕僚として必要な基礎的知識・技能の修得を目的としている。教育期間は47週である。学生は幹部普通課程を修了もしくは同等の能力を有すると認められ、かつ、航空自衛隊英語技能検定総合4級以上を有し、さらに所属部隊等の長より推薦された37歳未満の3佐及び昇任後2年以上経過した1尉の志願者から試験によって選抜される。試験は1次（筆記）、2次（口述・身体検査）に分けて実施される。受験回数は4回までに制限されている。
将官に昇任するためには、本課程もしくは技術高級課程（TAC）(陸上自衛隊)、幹部専攻科課程(ES)(海上自衛隊)の修了は最低条件であり、その中からさらに選考されて幹部学校幹部高級課程・統合幕僚学校統合高級課程または統合幕僚学校統合短期課程・防衛研究所一般課程のいずれか、または同盟国・友好国における同様の学校（アメリカ陸軍指揮幕僚大学、アメリカ陸軍戦略大学等）・研究機関等へ入校・留学することが基本的条件となる（医官など一部の職種を除く）。